# Диань, Рауль
Рау́ль Диа́нь (фр. Raoul Diagne; 10 ноября 1910, Сен-Лоран-дю-Марони — 4 ноября 2002, Кретей) — французский футболист и футбольный тренер, участник чемпионата мира 1938 года. Первый чернокожий футболист, который играл за сборную Франции.

## Биография

### Происхождение
Диань был сыном политика Блеза Дианя, занимавшего пост мэра Дакара с 1920 по 1934 год. Его отец в 1914 году был избран в Палату депутатов, где стал первым представителем западноафриканского происхождения.

### Клубная карьера
В 1930 году Диань присоединился к клубу парижский «Расинг», где стал одним из ключевых игроков команды, с которой выиграл чемпионский титул 1936 года и три Кубка Франции.
В 1940 году Диань перешёл в «Тулузу», в которой отыграл четыре сезона. В последующие годы играл за «Анси» и «Ниццу», а закончил карьеру в сенегальском «Горе».

### Карьера в сборной
Диань стал первым чернокожим футболистом, игравшим за сборную Франции. Он был участником чемпионата мира 1938 года, где сыграл два матча на турнире. Всего за сборную Франции сыграл 18 матчей, в которых не забил ни одного мяча.

### Тренерская карьера
Работал главным тренером бельгийского «Ауденарде» (1949—1950) и двух алжирских клубов. Диань стал первым главным тренером в истории сборной Сенегала.

### Смерть
Скончался 4 ноября 2002 года в Кретее в возрасте 91 года, за 6 дней до своего 92-летия.

## Достижения
«Расинг» (Париж)
- Чемпион Франции (1): 1935/36
- Обладатель Кубка Франции (3): 1935/36, 1938/39, 1939/40